# Célestine Ouezzin Coulibaly
Célestine Ouezzin Coulibaly, född 1914, död 1997, var en burkinsk politiker.
Hon var socialminister 1958-1959. 
Hon var sitt lands första kvinnliga minister. 